# Saikyō Tank no Meikyū Kōryaku
Saikyō Tank no Meikyū Kōryaku (最強タンクの迷宮攻略?), también conocida como The Strongest Tank's Labyrinth Raids, en inglés, es una serie de novelas ligeras japonesas escritas por Ryūta Kijima e ilustradas por Sando. Inicialmente se serializó como una novela web publicada en el sitio de publicación de novelas generadas por usuarios Shōsetsuka ni Narō desde julio de 2018 hasta febrero de 2021. Posteriormente fue adquirida por Shufunotomo, quien comenzó a publicarla como una novela ligera bajo su sello Hero Bunko en abril de 2019. 
Una adaptación a manga ilustrada por Makoto Kisaragi comenzó a serializarse en Manga Up! de Square Enix. aplicación en mayo de 2019. Una adaptación de la serie de televisión de anime producida por Studio Polon se emitió entre enero y marzo de 2024.

## Argumento
Rud es un tanque del Grupo de los Héroes y se dice que tiene la defensa más alta de la historia. El grupo realiza a menudo incursiones en los laberintos, pero para Rud, esto significa algo más que una simple incursión. Para curar la enfermedad de su amada hermana, va en busca del tesoro que concede deseos y que podría estar escondido en esos laberintos. Sin embargo, el Héroe, quien era el líder del grupo, decidió que sus habilidades no tenían valor porque no podía hacer nada más que recibir daño, y lo echó del grupo tras un intento fallido de incursión. Sin otro lugar adonde ir y sin nada que hacer, decide regresar a su pueblo natal, donde le espera su hermana. De camino, salva a una chica que estaba siendo atacada por un monstruo. Inesperadamente, esta chica posee una habilidad extremadamente rara llamada “Valoración”. Gracias a su habilidad, Rud es capaz de descubrir la verdad detrás de sus habilidades desconocidas, que resultan ser habilidades muy poderosas.

## Personajes
Rud (ルード Rūdo?)
 Seiyū: Jun Kasama
Nin (ニン?)
 Seiyū: Kaede Hondo
Luna (ルナ Runa?)
 Seiyū: Kana Ichinose
Manicia (マニシア Manishia?)
 Seiyū: Yui Ogura
Lilia (リリア Riria?)
 Seiyū: Ayaka Ōhashi
Lily (リリィ Rirī?)
 Seiyū: Kana Yūki
Marius (マリウス Mariusu?)
 Seiyū: Nobuhiko Okamoto
Amon (アモン?)
 Seiyū: Misaki Kuno

## Contenido de la obra

### Novelas ligeras
Saikyō Tank no Meikyū Kōryaku fue escrito por Ryūta Kijima, se serializó inicialmente como una novela web publicada en el sitio web de novelas generadas por usuarios Shōsetsuka ni Narō del 13 de julio de 2018 al 10 de febrero de 2021. Posteriormente fue adquirida por Shufunatomo, quien comenzó a publicarla como una novela ligera con ilustraciones de Sando bajo su sello Hero Bunko el 30 de abril de 2019. Se han publicado cinco volúmenes hasta febrero de 2023.

### Manga
Una adaptación a manga ilustrada por Makoto Kisaragi comenzó a serializarse en Manga Up! de Square Enix. el 3 de mayo de 2019. Se han lanzado nueve volúmenes de tankōbon hasta octubre de 2023. La adaptación al manga es publicada en Norteamérica por Comikey y Square Enix a través de la versión global de Manga Up!.

### Anime
El 5 de octubre de 2023 se anunció una adaptación de la serie de televisión de anime. La serie está producida por Studio Polon y dirigida por Mitsutaka Noshitani, Hitomi Amamiya escribe los guiones de la serie, Taihei Nagai diseña los personajes y Victor Entertainment tiene crédito por la música. Se estrenó en ABC y en el bloque de programación ANiMAZiNG!!! de TV Asahi en enero de 2024.
El tema de apertura es "Brave", mientras que el tema de cierre es "Yume no Naka de", ambos interpretados por Ireisu. Crunchyroll obtuvo la licencia de la serie fuera de Asia.